# Kananga
Kananga (tidligere kendt som Luluabourg) er en by i den centrale del af Demokratiske Republik Congo, med 1.971.704(2017) indbyggere. Byen ligger ved breden af Kasaifloden, en biflod til Congofloden.